# Nycticebus javanicus
Cu li Java (tên khoa học: Nycticebus javanicus) là một loài culi bản địa các vùng phía tây và trung tâm đảo Java, Indonesia. Mặc dù ban đầu được mô tả như một loài riêng biệt, sau đó nó lại được coi như là một phân loài của cu li Sunda (N. coucang) trong nhiều năm, cho đến khi các đánh giá lại hình thái và di truyền học của nó trong thập niên 2000 dẫn đến việc nâng cấp lên thành loài đầy đủ. Loài này có quan hệ họ hàng gần nhất với cu li Sunda và cu li lớn (N. bengalensis). Loài này có hai hình thái, dựa trên chiều dài lông, và ở mức độ thấp hơn là kiểu màu.
Trán của loài cu li Java có một mảng lông hình thoi màu trắng nổi bật, được hình thành bởi một dải lông khác biệt chạy trên đầu và chĩa về phía hai mắt và tai của nó. Loài cu li này có cân nặng từ 565 tới 687 g và có chiều dài phần đầu-thân khoảng 293 mm (11,5 inch). Giống như tất cả các loài cu li khác, loài này sinh sống trên cây, và di chuyển chậm ngang qua các dây leo và cây thân leo thay vì nhảy từ cây này sang cây khác. Môi trường sống của chúng bao gồm rừng nguyên sinh và thứ cấp, nhưng nó cũng có thể được tìm thấy trong rừng tre và rừng đước ngập mặn, và các đồn điền ca cao. Chế độ ăn uống của chúng thường bao gồm trái cây, nhựa cây, thằn lằn và trứng. Chúng ngủ trên các cành cây lộ thiên, đôi khi thành nhóm, và thường được nhìn thấy đơn lẻ hoặc theo cặp.
Cu li Java có số lượng suy giảm mạnh vì nạn bắt trộm cho hoạt động buôn bán vật nuôi lạ, và đôi khi cho việc sử dụng làm thuốc trong y học cổ truyền. Quần thể còn lại có mật độ thấp, và mất môi trường sống là một mối đe dọa lớn. Vì những lý do này nên Liên minh Quốc tế Bảo tồn Thiên nhiên (IUCN) liệt kê tình trạng của loài này vào nhóm cực kỳ nguy cấp, và loài cu li này đã được đưa vào danh sách "25 loài linh trưởng gần như có nguy cơ tuyệt chủng của thế giới" giai đoạn 2008-2010. Loài này được bảo vệ bởi pháp luật Indonesia, và kể từ tháng 6 năm 2007 được liệt kê trong Phụ lục I Công ước CITES. Mặc dù có những biện pháp bảo vệ, cũng như sự hiện diện của nó trong một số khu vực bảo tồn, săn bắt trộm vẫn tiếp tục; pháp luật bảo vệ động vật hoang dã rất hiếm khi được thực thi ở cấp địa phương.

## Phân loại
Cu li Java (Nycticebus javanicus) lần đầu tiên được mô tả khoa học vào năm 1812, bởi nhà tự nhiên học người Pháp Étienne Geoffroy Saint-Hilaire. Tên loài javanicus dùng để chỉ nơi xuất xứ của chúng. Tuy nhiên, loài này đã không được công nhận trong một thời gian dài; đến năm 1840 René Primevère Lesson xếp nó như là một trong một số giống của cùng một loài cu li, mà ông gọi là Bradylemur tardigradus. Năm 1921, Oldfield Thomas đặt tên loài cu li thứ hai từ Java, là Nycticebus ornatus .